# موتور قادربخش شه‌بخش
موتور قادربخش شه‌بخش روستایی در دهستان نصرت‌آباد بخش نصرت‌آباد شهرستان زاهدان استان سیستان و بلوچستان ایران است.

## جمعیت
بر پایه سرشماری عمومی نفوس و مسکن در سال ۱۳۹۵ جمعیت این روستا ۷ نفر (۴خانوار) بوده‌است.